# Cuchara
Cuchara est un restaurant situé à Lommel, en Belgique, qui a reçu deux étoiles au Guide Michelin en 2020. Le chef est Jan Tournier.

## Étoiles Michelin
- 2014
- 2020

## Gault et Millau
- 17,5/20